# العين (محافظة خيبر)
العين قرية من قرى محافظة خيبر في منطقة المدينة المنورة في السعودية، تقع شمال المدينة المنورة